# Jerzy Lipman

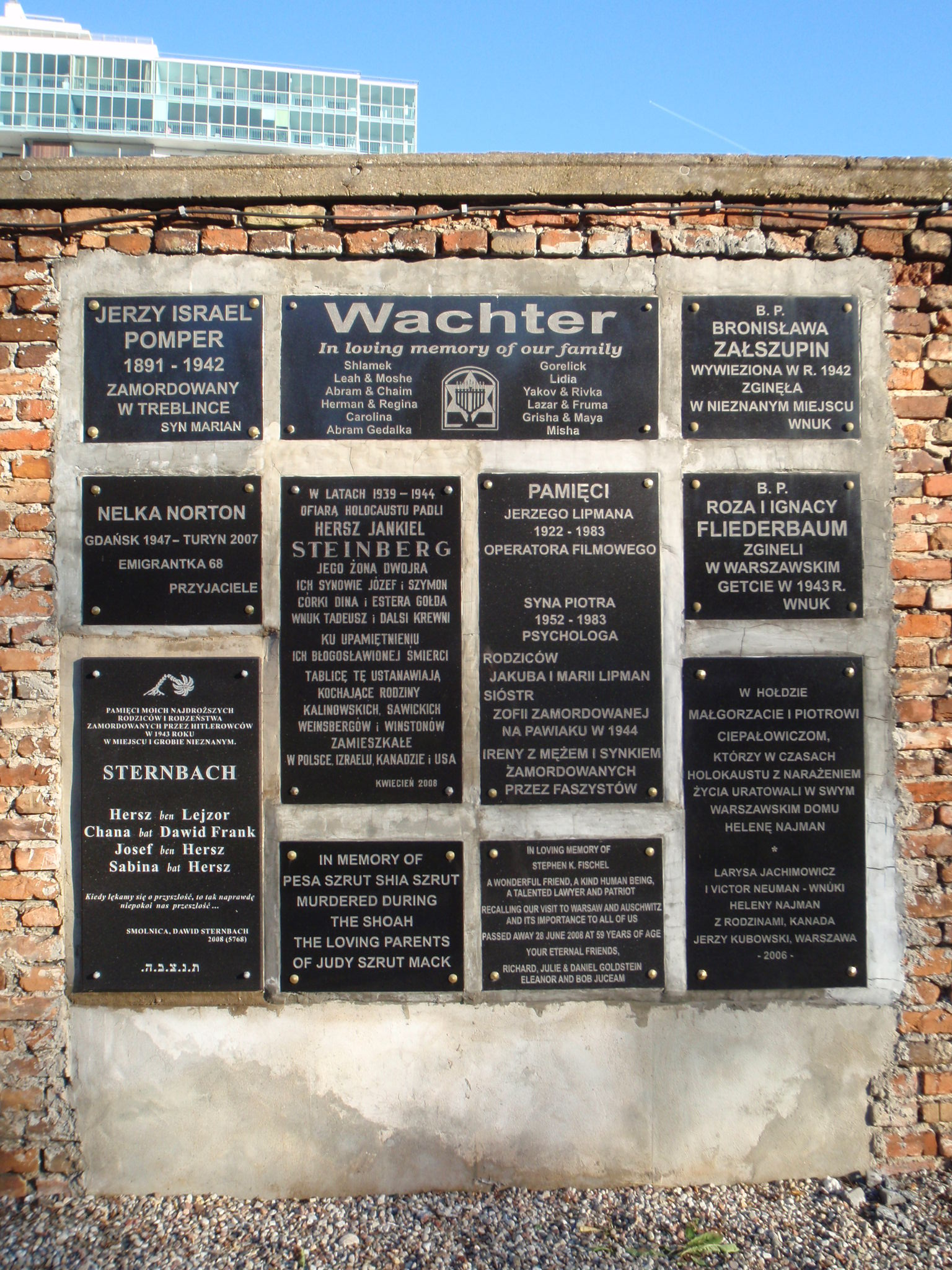
Placă comemorativă a lui Jerzy Lipman pe zidul cimitirului evreiesc din Varșovia (în mijloc dreapta)

Jerzy Lipman (n. 10 aprilie 1922, Brest, Polonia – d. 10 noiembrie 1983, Londra, Anglia, Regatul Unit) a fost un operator de film polonez de origine evreiască.

## Familie
A fost fiul lui Jakub (n. 1875). A avut două surori - Irena (n. 29 noiembrie 1907 - a dispărut în timpul războiului) și Zofia (1914–1944). S-a căsătorit în 1950 cu Eugenia născută Abramowicz, cu care a avut un fiu pe nume Piotr (1953-1983), ce a murit cu câteva ore înainte de moartea tatălui său).

## Biografie
S-a născut la 10 aprilie 1922 într-o familie de evrei din orașul Brest, care făcea parte atunci din Polonia, iar astăzi se află în Belarus. A urmat studii la Gimnaziul particular de băieți „Spójnia”. A activat în secțiunea sportivă a Organizației de Tineret a Societății Universității Muncitorești (OMTUR). În timpul celui de-al Doilea Război Mondial a fost închis în ghetoul Wołomin de lângă Varșovia și apoi într-un lagăr de concentrare, dar a evadat și s-a înrolat soldat în organizația militară socialistă Armata Populară Poloneză (Armia Ludowa). A desfășurat activități subversive, călătorind cu acte false în Europa, îmbrăcat în uniforma unui ofițer german, pentru a obține arme pentru organizația de rezistență poloneză. În 1945 s-a alăturat Armatei Poloneze și la scurt timp a fost condamnat la moarte (pedeapsă comutată ulterior în 10 ani de închisoare) pentru dezertare, jaf armat și tentativă de furt. A fost eliberat în cele din urmă în 1948. Activitățile lui Jerzy Lipman din perioada ocupației au inspirat un scenariu scris la mijlocul anilor 1960 de Jerzy Stefan Stawiński, care nu a mai fost ecranizat.
A început studii de medicină dentară la Universitatea din Łódź, pe care le-a abandonat ulterior. În cele din urmă, a absolvit în 1952 cursurile secției de Operatorie Film ale Școlii Naționale Superioare de Cinematografie de la Łódź.
A fost un pionier al cinematografiei poloneze și unul dintre fondatorii Școlii Poloneze de Film, contribuind la formarea unei întregi generații de operatori de film. A colaborat pe platourile de filmare cu regizori ca Andrzej Wajda (Generație, Canalul, Lotna, Cenușa), Jerzy Kawalerowicz (Adevăratul sfârșit al războiului), Andrzej Munk (Zezowate szczęście), Aleksander Ford (Ósmy dzień tygodnia), Jerzy Hoffman (Gangsteri și filantropi, Pan Wołodyjowski) și Roman Polański (Cuțitul în apă). A contribuit la dezvoltarea cinematografiei poloneze, iar în activitatea sa a pus accentul pe aspectul expresiv-emoțional al imaginilor în detrimentul calității tehnice. Imaginile filmate de Jerzy Lipman pun de obicei accentul pe fețelor actorilor, îngustând câmpul vizual și iluminând fețele pentru a spori încărcătura emoțională a scenei și a sublinia trăirile personajelor, sub influența neorealismului italian. În semn de recunoaștere a profesionalismului activității sale, Lipman a fost decorat în 1959 cu Crucea de Cavaler al Ordinului Polonia Restituta.
În 1968, după campania antisemită care a urmat protestelor din martie, Jerzy Lipman a fost persecutat de autorități din cauza originii sale evreiești și a emigrat din Polonia în Marea Britanie. Autoritățile Republicii Populare Polone nu i-au permis niciodată să revină în țară, iar în 1971 a hotărât să rămână definitiv în Occident. A locuit la Londra și a lucrat ca operator de imagine al mai multor filme (peste 100 de producții), în principal în Germania. Ocazional a ținut prelegeri la Școala de Televiziune și Cinema de la München.
A murit pe 11 noiembrie 1983 la Londra, la vârsta de 61 de ani, după o intervenție chirurgicală pe cord. O placă comemorativă dedicată lui și familiei sale a fost amplasată pe zidul cimitirului evreiesc de pe strada Okopowa din Varșovia.

## Cooperarea cu serviciile de securitate
Începuturile cooperării sale cu serviciile de securitate au avut loc atunci când era încarcerat în închisoare. După ce a fost eliberat, și-a continuat activitatea de spionaj până în 1955 (sub numele conspirativ „Jeż”) și apoi din 1963 până în 1964 (sub numele conspirativ „J”, radiat formal în 1974). Prin denunțul său, el a contribuit la arestarea și condamnarea Zofiei Dwornik în 1951.

## Filmografie
- 1953: Piątka z ulicy Barskiej – operator de imagine
- 1953: Trzy opowieści – director de imagine
- 1954: Generație – director de imagine
- 1956: Cień – director de imagine
- 1956: Canalul – director de imagine
- 1957: Adevăratul sfârșit al războiului – director de imagine
- 1958: Ósmy dzień tygodnia – director de imagine
- 1958: Zamach – director de imagine
- 1959: Lotna – director de imagine
- 1960: Zezowate szczęście – director de imagine
- 1961: Cuțitul în apă – director de imagine
- 1961: Ambulans (scurtmetraj) – director de imagine
- 1962: Gangsteri și filantropi – director de imagine
- 1962: Miłość dwudziestolatków – director de imagine
- 1963: Ucigașul și fata – director de imagine
- 1964: Nu vor fi divorțuri – director de imagine
- 1964: Prawo i pięść – director de imagine
- 1964: Les plus belles escroqueries du monde – director de imagine
- 1965: Cenușa – director de imagine
- 1965: Sposób bycia – director de imagine
- 1967: Ojciec – director de imagine
- 1967: Zosia – director de imagine
- 1969: Dzień oczyszczenia – director de imagine
- 1969: Pan Wołodyjowski – director de imagine
- 1972: Tatort – director de imagine
- 1974: Jest pan wolny, doktorze Korczak – director de imagine

## Premii și decorații

### Decorații
- Crucea de Cavaler a Ordinului Polonia Restituta (1959)[7]

### Premii
- Premiul de Stat (Nagroda Państwowa) pentru contribuția sa la filmul Pokolenie (1955)[6][7][8]
- Premiul ministrului culturii și artei (Nagroda Ministra Kultury i Sztuki) clasa I pentru contribuția sa la filmul Pan Wołodyjowski[6][7]